# Ali Ben Horsting
Ali Ben Horsting (Sneek, 19 februari 1976) is een Nederlands acteur.
Zijn ouders (vader schreef voor zakenbladen) kwamen uit Amsterdam en verhuisden naar Sneek, toen hij drie was gingen ze wonen op een boerderij in Wapserveen. Toen hij 10 jaar was verhuisde het gezin naar Zutphen, waar zijn vader op 42-jarige leeftijd overleed.
Horsting heeft in televisieprogramma's en in films gespeeld. In 2001 speelde hij in de film The Shaft de rol van een werkman; in 2005 speelde hij in de film Leef!.  In 2002 speelde hij in de televisieserie Intensive Care de rol van Hans Hagendoorn. Ook speelde Horsting in Baantjer, Keyzer & de Boer advocaten, Lijn 32 en vanaf 2012 speelde hij grotere rollen. In Dokter Deen speelde hij de rol van Anton de Beer, waarin hij 9 afleveringen te zien was. De acteur was ook een heel seizoen te zien als Raimy Bocal in Overspel, waar hij een onderzoekjournalist vertolkte. Hij speelde in 2014 in de politieserie Moordvrouw, waar hij Dries van Zijverden vertolkte. In 2015 was hij in meerdere dramaseries te zien, zoals Zwarte Tulp in de rol van Mitch Groenendijk, en in de films Gluckauf en Undercover. In 2019 speelt hij grappenmaker Polonius in theaterstuk ‘Hamlet, de familievøørstelling’

## Filmografie

### Film
- 2020: Engel – Johan
- 2019: April, May en June – Mark
- 2018: Taal is zeg maar echt mijn ding – Peter
- 2018: Vechtmeisje – Alex
- 2015: Undercover – Gokhan
- 2015: De leerling – Lana's man
- 2015: Gluckauf – Walt
- 2014: De liefde van mijn leven – De man
- 2013: De Nieuwe Wereld – Johan
- 2012: Swchwrm – Vader
- 2012: Hemel – Jimmy
- 2012: Doodslag – Meneer de Wolf
- 2008: Wijster – Maarten
- 2008: Tiramisu – Nico
- 2008: Links – Henry
- 2005: Johan – Coen Dros
- 2005: Leef! – Gregor
- 2001: The Shaft – Werkman

### Televisie
- 2023-heden: Oogappels - Vader van Nina (6 afleveringen)
- 2021: De K Van Karlijn
- 2018: Ik weet wie je bent – Gabor de Heerdt
- 2017: Voetbalmaffia – Victor Krabbing (8 afleveringen)
- 2017: De mannentester – Marco (1 aflevering)
- 2017: Suspects – Ronald Westra (Conrector)
- 2017–2018: Moordvrouw – Dries van Zijverden
- 2016: Vlucht HS13 – Kevin
- 2016: Project Orpheus – Van Tonningen
- 2015: SpangaS – Bert de la Aize (9 afleveringen)
- 2015: Zwarte Tulp – Mitch Groenendijk (9 afleveringen)
- 2014: Moordvrouw – Rutger Terschuur (1 aflevering)
- 2013: Overspel – Raimy Bocal (10 afleveringen)
- 2013: Charlie – Daan Schutte
- 2013: De ontmaskering van de Vastgoedfraude – Herman Muller (4 afleveringen)
- 2012–2013: Dokter Deen – De Beer (9 afleveringen)
- 2012: Lijn 32 – Ben de Jong (2 afleveringen)
- 2011: Van God Los – Jeroen (1 aflevering)
- 2011: A'dam - E.V.A. – Klant in café (1 aflevering)
- 2008: Keyzer & De Boer Advocaten – Officier van Justitie (1 aflevering)
- 2006: Keyzer & De Boer Advocaten – District attorney (1 aflevering)
- 2005: Baantjer – Tonnie Brons (1 aflevering)
- 2002: Intensive Care – Hans Hagendoorn (1 aflevering)